# Tempête tropicale Lee (2005)
Pour les articles homonymes, voir Cyclone tropical Lee.
La tempête tropicale Lee a été la 12e de la saison cyclonique 2005 dans le bassin de l'océan Atlantique. C'est la première utilisation du nom Lee, nom remplaçant Lenny (1999).

## Chronologie
Le 24 août 2005, une onde tropicale provenant de la côte africaine a produit une zone de basses pressions au-dessus de l'océan Atlantique tropical. À mi-chemin entre l'Afrique et les Petites Antilles, le creux dépressionnaire s'organisa.
La 13e dépression tropicale de l'année s'est formée le 28 août 2005 vers 12:00 UTC. La dépression prit une direction ouest-nord-ouest. La dépression, confrontée au cisaillement prévalant dans le milieu de l'Atlantique, cessa son développement et dégénéra en creux dépressionnaire le 29 août vers 18:00 UTC. Le creux se déplaça vers le nord-nord-est près d'un deuxième creux non-tropical.
Après avoir mis le cap vers le nord-est, l'activité orageuse se redéveloppa avec des bandes de précipitations intenses. Le 31 août, vers 6:00 UTC, la dépression tropicale s'était reformée, et devint, à 12:00 UTC, une tempête tropicale que l'on baptisa Lee.
À mi-chemin entre les Bermudes et les Açores, Lee faiblit rapidement en dépression tropicale en se déplaçant autour du deuxième creux. Le 2 septembre, à 6:00 UTC, Lee absorba le creux non-tropical, maintenant son intensité quelques heures avant de redevenir un creux. Le creux restant fut absorbé par un front froid le 4 septembre à 0:00 UTC.